# Journal d'un dégonflé : Un looong voyage
Série
Journal d'un dégonflé : Ça fait suer !
(2012)
Pour plus de détails, voir Fiche technique et Distribution.
Journal d'un dégonflé : Un looong voyage (Diary Of A Wimpy Kid: The Long Haul) est une comédie américaine réalisé par David Bowers, sortie en 2017. Il est le quatrième long métrage de la saga des Journal d'un dégonflé.
Il est la suite de Journal d'un dégonflé sorti en 2010, de Journal d'un dégonflé : Rodrick fait sa loi sorti en 2011 et de Journal d'un dégonflé : Ça fait suer ! sorti en 2012.

## Synopsis
Le voyage de la famille Heffley pour fêter le 90e anniversaire de la grand-mère laisse place au nouveau projet de Greg de participer à une convention de jeux vidéo.

## Fiche technique
Sauf indication contraire, les informations mentionnées dans cette section peuvent être confirmées par les bases de données cinématographiques IMDb et Allociné,  présentes dans la section « Liens externes ».
- Titre original et québécois : Diary Of A Wimpy Kid: The Long Haul[1]
- Titre français : Journal d'un dégonflé : Un looong voyage
- Réalisation : David Bowers
- Scénario : David Bowers et Jeff Kinney, d’après le roman Journal d'un dégonflé de Jeff Kinney
- Musique : Edward Shearmur
- Direction artistique : Erin Cochran et Danny Brown[2]
- Décors : Aaron Osborne
- Costumes : Mary Claire Hannan
- Photographie : Anthony B. Richmond
- Son : Wayne Lemmer, Derek Vanderhorst
- Montage : Troy Takaki
- Production : Nina Jacobson et Brad Simpson
  - Production déléguée : Timothy M. Bourne, David Bowers et Jeff Kinney
  - Production associée : Heath Howard
- Sociétés de production : Color Force, Base Camp ATl., TSG Entertainment, Twentieth Century Fox et Studio LadyBug Inc
- Sociétés de distribution : Twentieth Century Fox ; Twentieth Century Fox France (France)
- Budget : 22 millions de $[3]
- Pays de production :  États-Unis
- Langues originales : anglais, espagnol
- Format : couleur — 35 mm — 2,39:1 (CinemaScope) — son DTS (DTS: X) / Dolby Atmos / Dolby Digital
- Genre : comédie, aventure
- Durée : 91 minutes
- Dates de sortie[4] :
  - États-Unis, Québec : 19 mai 2017[1]
  - France : 19 juillet 2017
- Classification :
  - États-Unis : des scènes peuvent heurter les enfants - accord parental souhaitable (PG - Parental Guidance Suggested)[N 1]
  - France : tous publics
  - Québec : tous publics (G - General Rating)[1]

## Distribution
- Jason Drucker (VF : Matt Mouredon) : Greg Heffley
- Alicia Silverstone (VF : Claire Guyot) : Susan Heffley
- Tom Everett Scott (VF : Damien Boisseau) : Frank Heffley
- Charlie Wright (VF : Adrien Larmande) : Rodrick Heffley
- Owen Asztalos (VF : Alois Agaësse) : Rowley Jefferson
- Wyatt and Dylan Walters : Manny Heffley
- Joshua Hoover (VF : Christophe Lemoine) : Mac Digby
- Christopher A. Coppola : Mr. Beardo
- Kimberli Lincoln : Mrs Beardo
- Mira Silverman : Brandi Beardo
- Mimi Gould : Meemaw
- ? (VF : Bruno Magne) : Gros Velu

Version française
- Société de doublage : Mediadub International[5]
- Direction artistique : Marie-Laure Beneston
- Adaptation des dialogues : Sylvie Carter & Didier Drouin
- Enregistrement : Didier Triou
- Mixage : Frédéric Echelard
- Montage : Laurent Lepaummier

## Nomination
- Young Entertainer Awards 2018 : meilleur jeune acteur dans un long métrage pour Jason Drucker[6]

## Éditions en vidéo
- En France, le film Journal d'un dégonflé : Un looong voyage est sorti en DVD le 1er décembre 2017[7]. Le film est également sorti en VOD le 1er décembre 2017[8].
- Au Québec, le film est sorti en DVD le 8 août 2017[1].